# Ponor (Knjaževac)
Pour les articles homonymes, voir Ponor (homonymie).
Ponor (en serbe cyrillique : Понор) est un village de Serbie situé dans la municipalité de Knjaževac, district de Zaječar. Au recensement de 2011, il comptait 64 habitants.

## Démographie
| 1948 | 1953 | 1961 | 1971 | 1981 | 1991 | 2002 | 2011 |
| ---- | ---- | ---- | ---- | ---- | ---- | ---- | ---- |
| 776  | 793  | 705  | 500  | 362  | 211  | 144  | 64   |

|  |